# Yūta Sone
Yūta Sone (曽根 悠多?, Sone Yūta; Tokyo, 4 settembre 1969) è un attore giapponese.

## Biografia
Yūta Sone è nato il 4 settembre 1969 a Tokyo, in Giappone, ed è figlio dell'attore  Harumi Sone.

## Filmografia parziale

### Cinema
- Agitator, regia di Takashi Miike (2001)
- Graveyard of Honor, regia di Takashi Miike (2002)
- Gozu, regia di Takashi Miike (2003)
- Kikoku, regia di Takashi Miike (2003)
- Zebraman, regia di Takashi Miike (2004)
- Waru, regia di Takashi Miike (2006)
- Waru: kanketsu-hen, regia di Takashi Miike (2006)
- Outrage Beyond, regia di Takeshi Kitano (2012)
- Outrage Coda,  regia di Takeshi Kitano (2017)